# ترکستان شرقی

پرچم ترکستان شرقی (Kök Bayraq - پرچم آبی)

نشان ترکستان شرقی

ترکستان شرقی یا ایغورستان نام منطقه‌ای بزرگ در استان سین کیانگ از توابع کشور چین است. این استان به عنوان بزرگترین استان در کشور چین شناخته می‌شود و بسیاری از شهرهای تاریخی جهان مانند کاشغر، ختن، یارکند، تورفان، کوچا و ارومچی در آن واقع شده‌اند. اویغورها که اغلب جمعیت این منطقه را شامل می‌شوند از کلمه «آلتی شهر» به معنی «شش شهر» برای جنوب این منطقه استفاده می‌کنند.

## گسترهٔ جغرافیایی

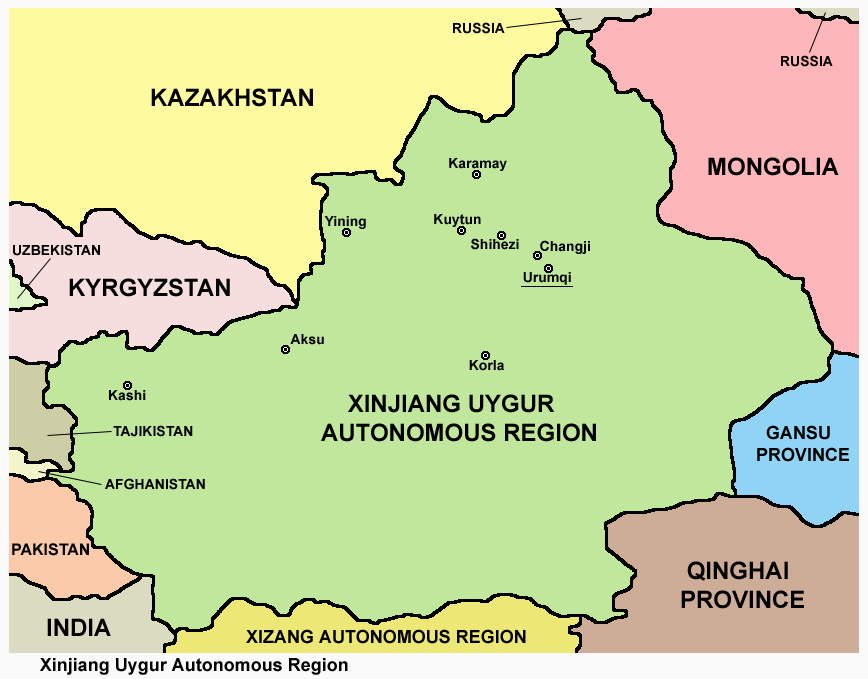
نقشهٔ شهرهای بزرگ ترکستان خاوری

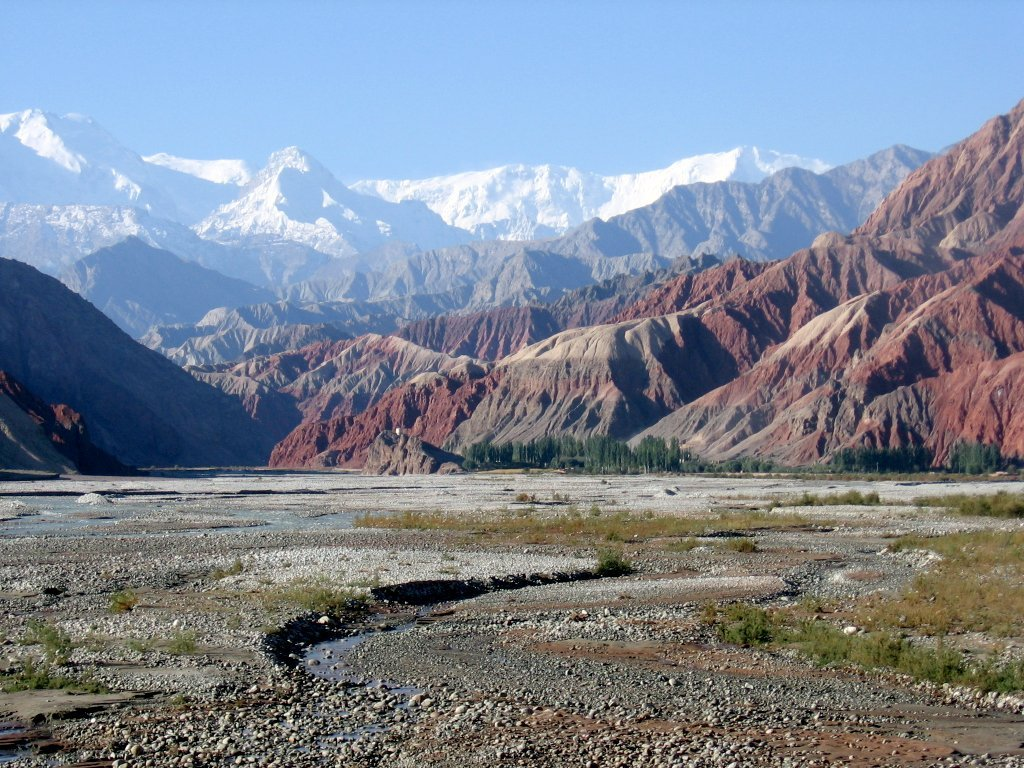
نزدیکی شاهراه قره‌قروم در استان سین‌کیانگ (ترکستان چین)

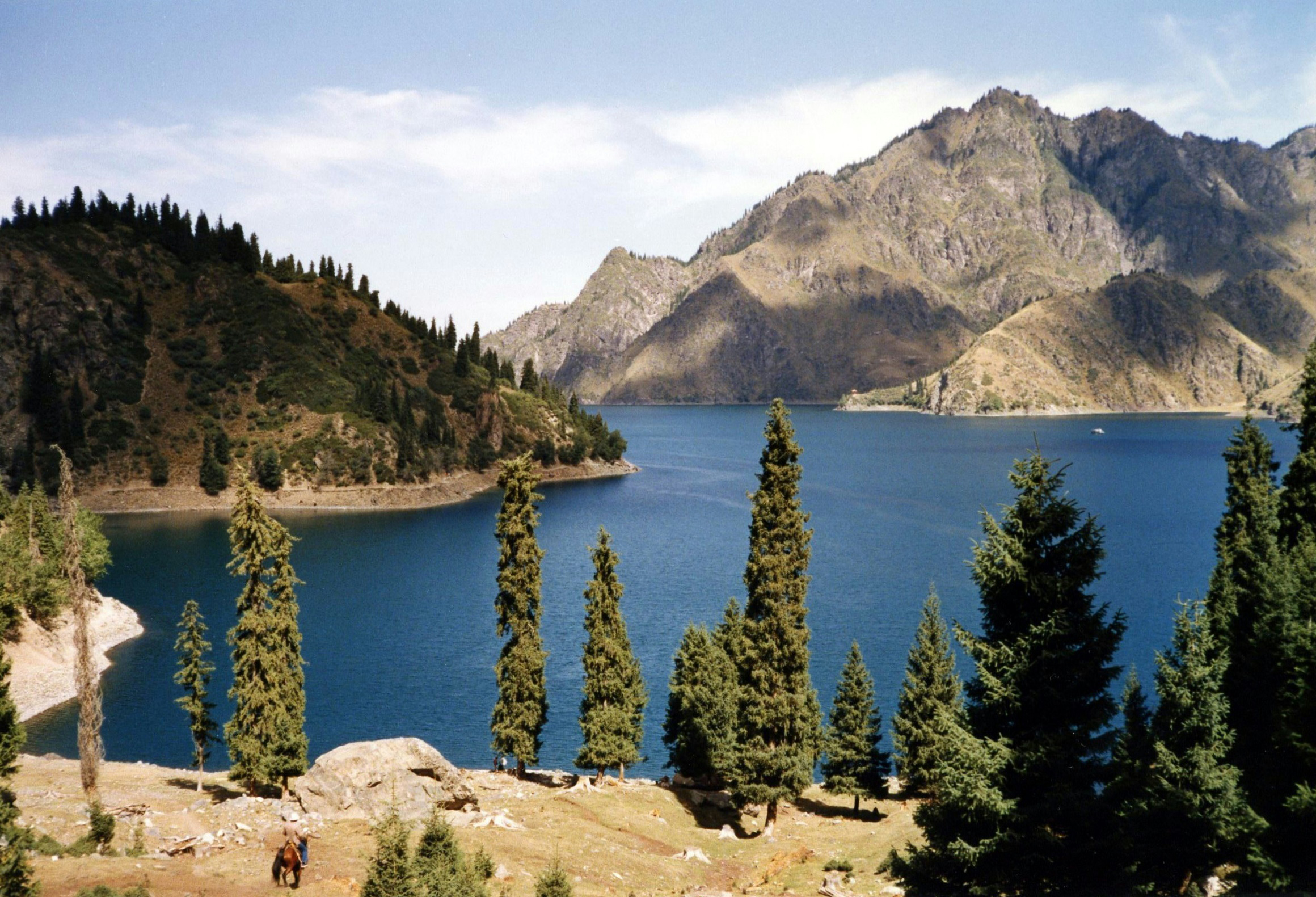
دریاچه تیان‌چی

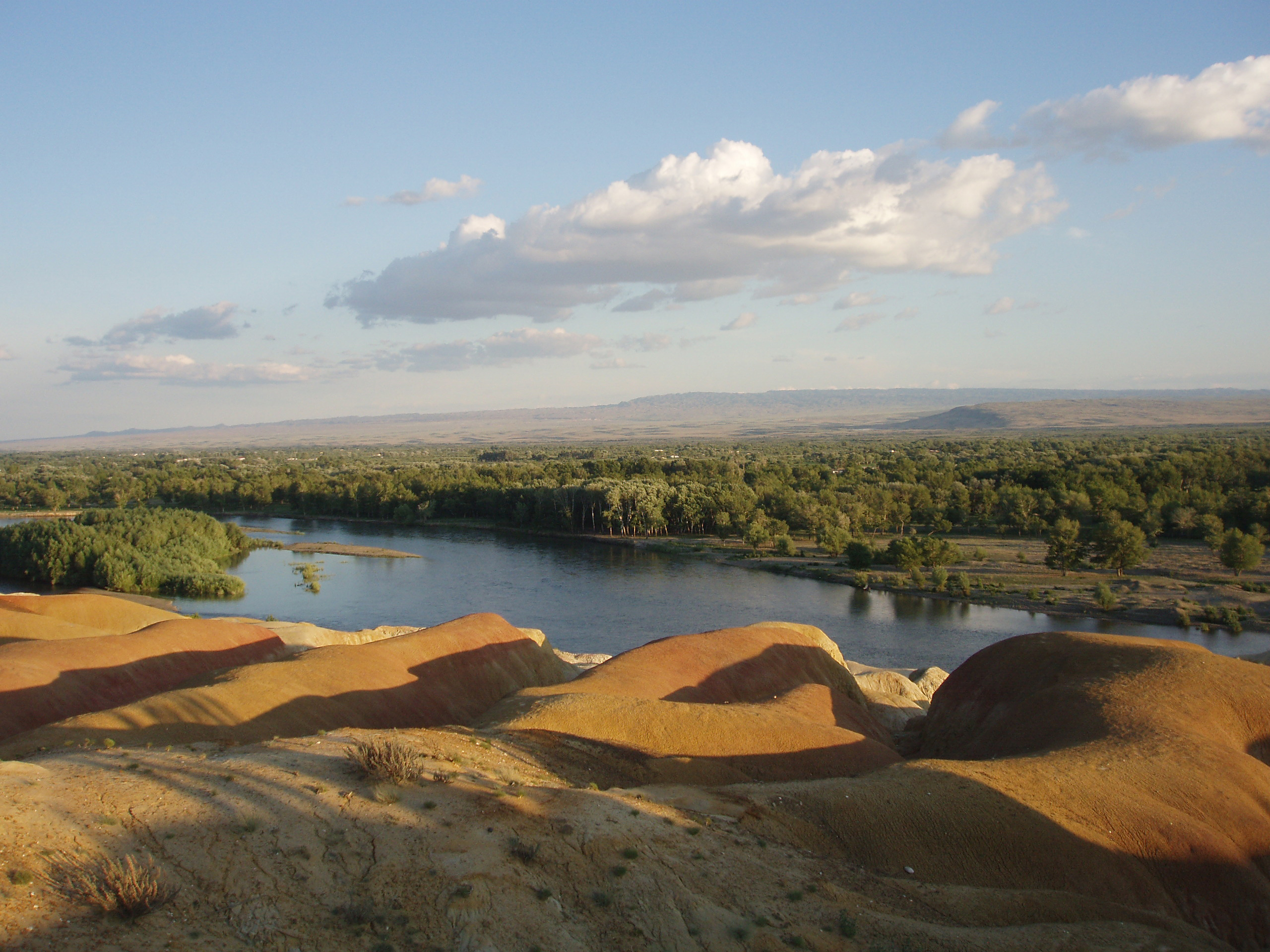
رودخانهٔ ایرتیش سیاه در شهرستان بورچین که یک جای زیبا برای گردشگری است

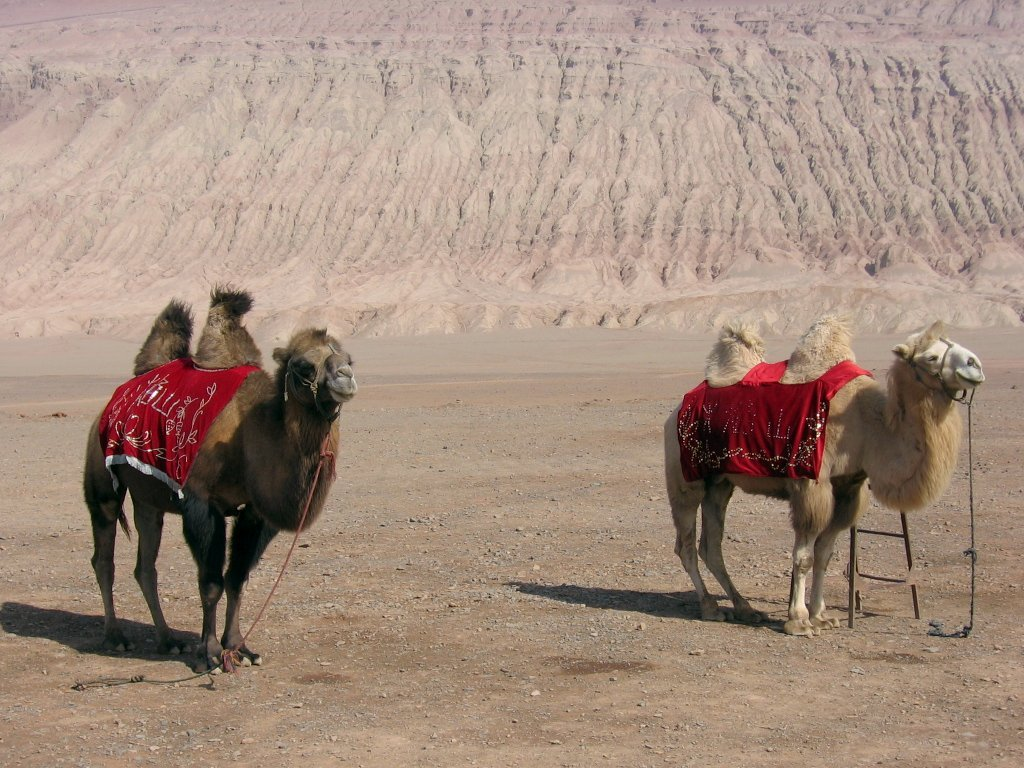
کوه‌های قزل‌تاغ (شعله‌ور)

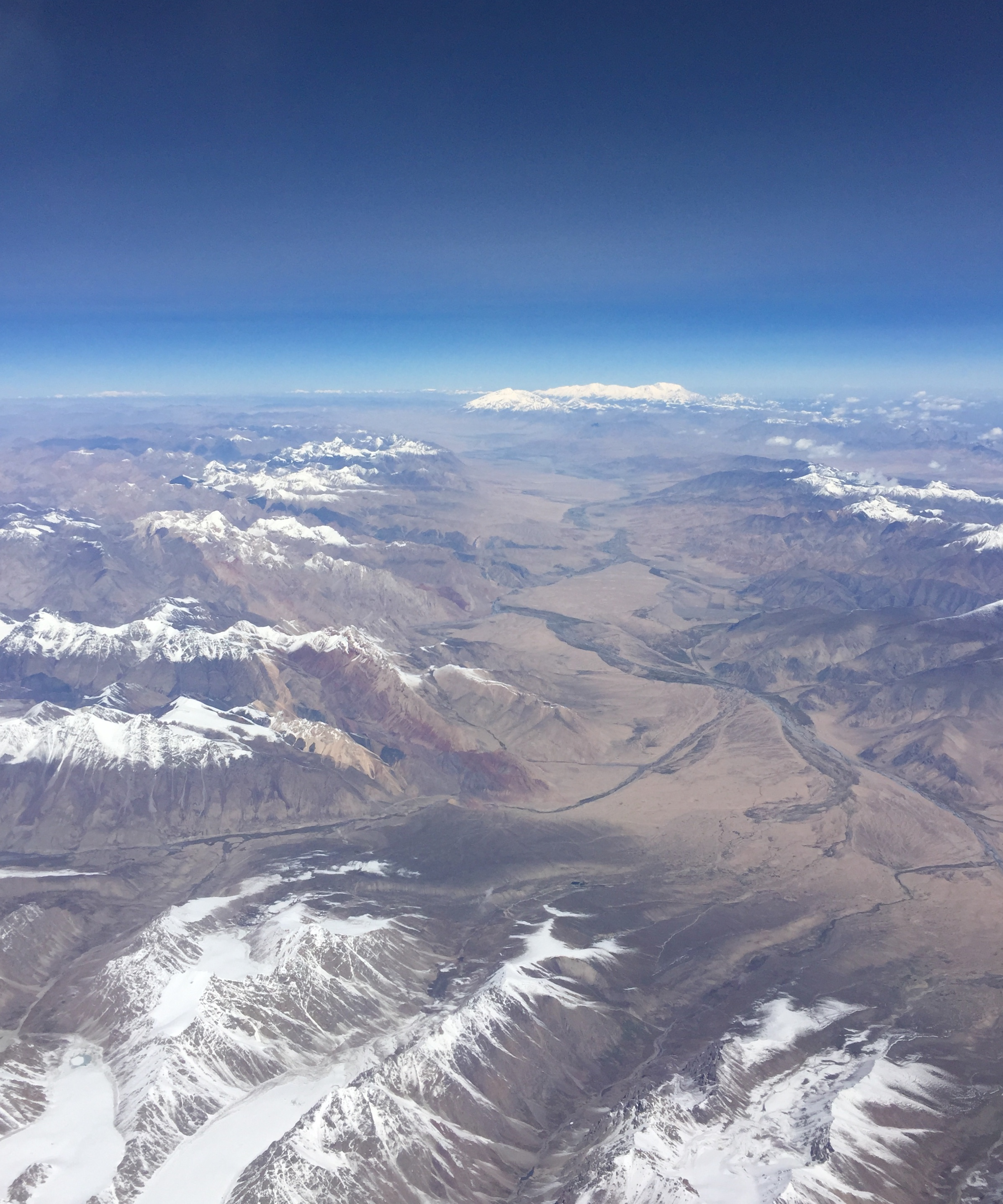
کوه‌های پامیر و کوه موستاق آتا

ترکستان شرقی، بخشی از منطقه آسیای مرکزی است که در استان سین کیانگ چین قرار دارد. بسیاری از شهرهای مهم و تاریخی جهان که برخی پیشینه هزار سال سکونت اقوام تخاری و اقوام ایرانی‌تبار سکایی و سغدی هم دارند در آن واقع شده‌است که از آن جمله می‌توان کاشغر، ختن، یارکند، تورفان، کوچا و ارومچی را نام برد. مارکوپولو جهانگرد معروف ایتالیایی در سال ۱۲۷۲ از آن گذشته‌است. ترکستان نام فارسی مصطلح این منطقه است، چینی‌ها بیشتر منطقه غربی (سین کیانگ) را به کار می‌برند و اویغورها هم نام ترکی - فارسی آلتی شهر (شش شهر) را به کار می‌برند.

## زبان و مردم
بیشتر ساکنان این استان اویغور‌ها هستند. ایغورها ترکیبی از آریایی‌ها و ترک و مغول‌ها هستند، زبان اویغورها یکی از شاخه‌های زبان ترکی می‌باشد. امروزه زبان اویغوری در نتیجه ریشه گرفتن از زبان جغتایی، شامل وام واژه‌های فراوانی از زبان فارسی است. مشخصه بارز ایشان صورتی پهن و چشمهای کشیده همچون مغولها و قزاقها و داشتن گونه استخوانی می‌باشد. چینی‌ها، پامیریهای ساکن در این استان را نیز تاجیک می‌خوانند.
کیش بیشتر اینان اسلام سنی است.

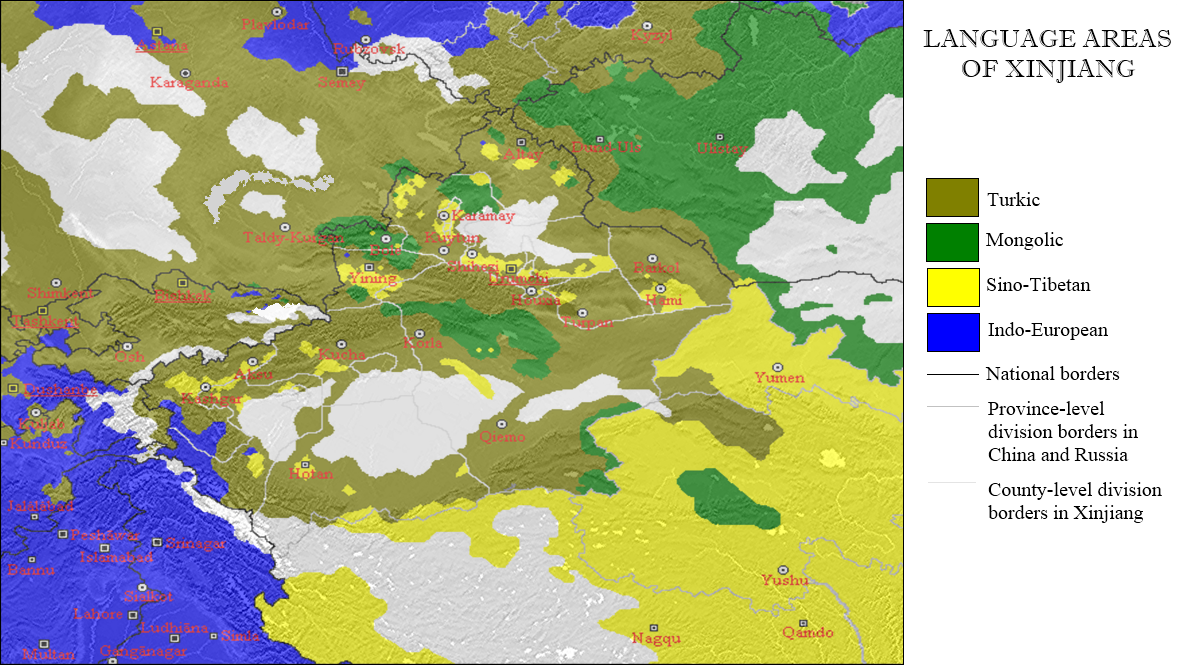
زبانهای رایج در ترکستان خاوری

اویغورها و ازبک‌ها از نظر نژادی، اقوامی به صورت کامل ترک نیستند به‌طوری‌که اویغورها دارای میزان زیادی از تبار سغدی (از اقوام باستانی ایران شرقی باستانی) هستند که دچار ترکی سازی شدند. شهرهای ختن و کاشغر در گذشته از شهرهای ایرانی بوده‌اند. اسناد و مدارک تاریخی نشان می‌دهد که منطقه سین کیانگ قبل از سکونت مهاجران مغول و اقوام ترک، سرزمینی ایرانی بوده که اقوام و قبیله‌های ایرانی مانند سکاها و سغدها با گویش زبان‌های شرق ایران (زبان‌های ایرانی شرقی) در آن زندگی می‌کردند. در کتاب‌های تاریخی از حضور گروه‌هایی از اقوام آریایی در منطقه سین کیانگ نام برده شده‌است. برخی از آنان حکومت محلی نیز داشتند که رواج زبان سغدی از نشانه‌های پایدار فرهنگ ایرانی قدیم در این سرزمین به‌شمار می‌آید. همچنین گذر جاده ابریشم از این منطقه سبب شده نژادهای گوناگون با فرهنگ‌های مختلف در آن ساکن شوند و هم زیستی مسالمت آمیزی داشته باشند که تجمع فرهنگ‌های متنوع آسیایی بر غنای فرهنگی آن افزوده‌است و در این بین زبان و فرهنگ ایرانی به دلیل سابقه طولانی و توسعه خود حرف اول را می‌زده‌است. در سال ۸۴۰ میلادی به دلیل قحطی و خشکسالی و بحران اجتماعی در مغولستان، بسیاری از مغول‌ها به سین کیانگ مهاجرت کردند. از اختلاط مهاجران و سایر اقوام ترک با ساکنان بومی یعنی سکاها و آریایی‌ها نژاد جدیدی به وجود آمد که بعدها به اویغورها معروف شدند. در اثر افزایش تعداد مهاجران، جمعیت قبایل آریایی و ایرانی که به زبان‌های شرقی ایرانی صحبت می‌کردند، کاهش یافت و به تدریج در جمعیت غالب، دچار همگون‌سازی فرهنگی شدند.

## اسلامی‌سازی و ترکی‌سازی در سین کیانگ
اسلامی‌سازی و ترکی‌سازی در سین کیانگ روند نفوذ اسلام و اقوام ترک در سین کیانگ را بررسی می‌کند. در منطقه تاریخی که امروزه سین کیانگ نامیده می‌شود و شامل مناطق متمایز حوضه تاریم و جونغارستان است، تخارهای هندواروپایی و مردمان سکایی ایرانی‌تبار سکونت داشتند و پیرو دین بودایی بودند. این منطقه در اثر تجاوز و هجوم مسلمان ترک تبار تحت ترکی سازی و اسلامی سازی قرار گرفت. آن‌ها در دوره دودمان هان در اثر جنگ میان دودمان هان و شیونگ نو (هیونگ نو، Xiongnu) به عنوان قیومیت مناطق غربی (Protectorate of the Western Regions) تحت فرماندهی چینی‌ها قرار گرفتند. دوباره و این بار در زمان دودمان تانگ در اثر جنگ بین خانات ترک و دودمان تانگ به عنوان قیومیت عمومی برای آرام کردن غرب زیر تسلط چینی‌ها قرار گرفتند. برخی ملی گرایان اویغور ادعا می‌کنند که اویغورها شش هزار سال پیش بروز کرده‌اند در حالی که دیگران پذیرفته‌اند که بیشتر نظریه‌های اخیر نشان می‌دهند که آن‌ها از مردم شیونگ نو به وجود آمده‌اند. اسلامی سازی در سین کیانگ در اوایل قرن دهم میلادی شروع شد ولی تا قرن هفدهم میلادی تکمیل نشد. فشار برای ایجاد یک دولت مستقل که امروزه با نام ترکستان شرقی شناخته می‌شود در قرن نوزدهم شروع شد و تا امروز ادامه دارد. در ۱۹۴۹ میلادی این منطقه به‌طور رسمی به چین الحاق شد و در ۱۹۵۵ میلادی به‌طور رسمی ناحیه خودمختار اویغور سین کیانگ (Xinjiang Uyghur Autonomous Region) نامیده شد. بیش از نصف جمعیت فعلی اویغور هستند، هر چند از سال ۱۹۴۹ چینی‌های هان در اثر فشار دولت چین برای بهبود اقتصاد، به‌طور پیوسته به این منطقه مهاجرت می‌کنند.

## سیاست
از سال ۱۹۴۹ که دولت مرکزی چین این سرزمین را اشغال کرده با سیاست‌های امنیتی و با هدف افزایش قدرت در مرزهای باختری کنونی خود در جهت سرکوب آزادی خواهان و مسلمانان بومی این استان خودمختار اقدام به تغییر بافت قومی منطقه با اسکان چینی‌های هان کرده که جمعیتشان پیاپی رو به افزایش است و اکنون نزدیک به نیمی از جمعیت استان را دارا می‌باشند.

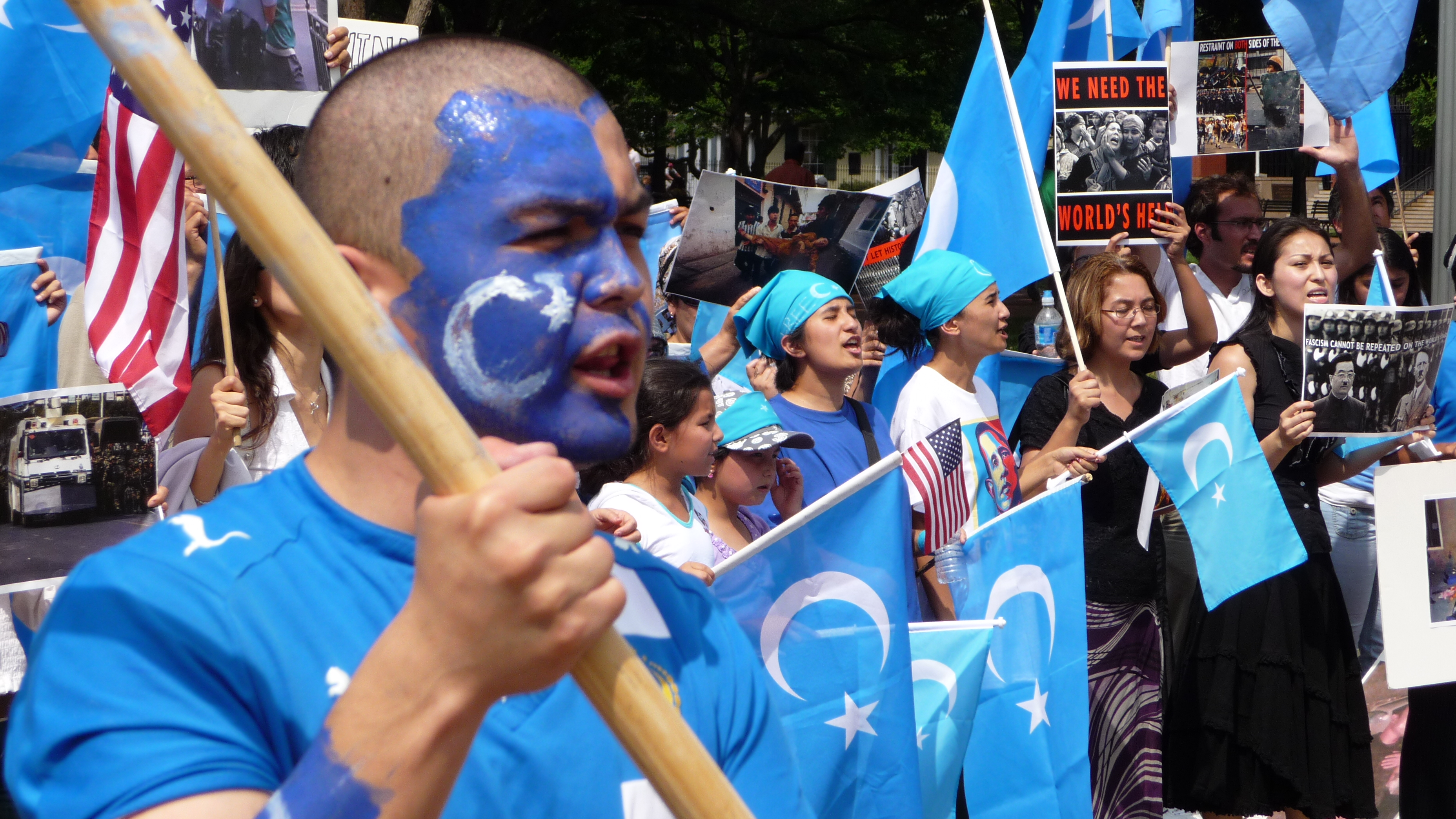
گروه‌واژه «ترکستان خاوری» بیشتر درمیان آزادی‌خوهان اویغور استفاده می‌گردد. (راهپیمایی اعتراضی اویغورهای مهاجر در شهر واشینگتن دی سی)

اویغورها و قزاق‌ها ی ساکن استان در معرض ظلم و شکنجه سیستماتیک و خطر کشتار به سبب دفاع از فرهنگ، هویت و ارزش‌های دینی خود، می‌باشند. تُرکستان خاوری به یک زندان روباز تبدیل شده و جمهوری خلق چین در پی پاکسازی اسلام و هویت اقوام بومی این سرزمین می‌باشد. چین دو راه پیش روی مردم بومی این دیار گذاشته‌است؛ استحاله یا مرگ! بیشتر از ۳۵۰٬۰۰۰ مسلمان در زندان‌های چین شکنجه می‌شوند. کشورهای غربی نیز از این وضع بهره‌برداری سیاسی می‌کنند. از استادان موسیقی اویغوری عبدالرحیم هئییت در زندان‌های چین کشته شد. وی سال ۲۰۱۷ و بدون ارائه هیچ‌گونه دلیلی در اورومچی بازداشت و به ۸ سال زندان محکوم شد. او پیش از آن نیز بارها به دلیل خواندن ترانه «آتیلار» (نیاکان) توسط دولت چین محاکمه شده بود.
سازمان دیده‌بان حقوق بشر از نقض گسترده حقوق مسلمانان در منطقه خودمختار سین‌کیانگ خبر می‌دهد. چندین سازمان حقوق بشری در اوت ۲۰۱۷ در نشست کمیته مبارزه با نژادپرستی سازمان ملل متحد در ژنو دربارهٔ مسلمانان اویغوری و دیگر اقلیت‌های بومی منطقه خودمختار سین کیانگ اعلام کردند: «این مسلمانان به بهانه مواضع سیاسی خود در کمپ‌های بازآموزی یا تفتیش عقاید تحت بازداشت هستند. حدود ۳٬۰۰۰٬۰۰۰ مسلمان اویغور، قزاق، تاجیک، پامیری و دیگر بومیان منطقه بدون هیچ‌گونه محاکمه‌ای در کمپ‌ها نگهداری می‌شوند».

## گروه‌های نژادی مسلمان
۱۰ گروه از ۵۶ گروه نژادی در چین را مسلمانان تشکیل می‌دهند. اقلیت‌های مسلمان شامل اقوام هوئی، اویغور، قزاق، تاجیک، قرقیز، تاتار، ازبک، قوم سالار، بائو آن و دونگ شیانگ در شمال چین و شمال شرقی چین زندگی می‌کنند. مسلمانان هوئی و اویغور دارای دو منطقه خودمختار به نام‌های استان نینگ شیا و استان سین کیانگ (ترکستان شرقی) هستند. مسلمانان در برخی مناطق نیز دارای مدیریت محلی خودمختار هستند. لازم به یادآوری است که دولت کمونیست چین در سال ۱۹۴۹ منطقه ترکستان خاوری را اشغال و سپس نام آن را به سین کیانگ تغییر داد.

## طومارهای مکشوفه تورفان
تعداد زیادی از کتاب‌ها و نوشته‌ها به این زبان با خط اویغوری در دست است. در اواخر قرن نوزده میلادی تعداد زیادی از کتاب‌های مانوی به خط و زبان اویغوری از غاری در نزدیکی شهر تورفان کشف شد. قضیه چنین است که در صحرای گوبی در آسیای مرکزی چندین شهر تمام در نتیجه توفان زیر شن رفته و مردم آن شهرها سرزمین خود را رها کرده و از آن جا رفتند و خانه‌های ایشان هم چنان در زیر شن ماند. از اواخر قرن نوزدهم میلادی برخی از مسافران متوجه شدند که کاغذ پاره‌هایی گاهی از زیر شن‌ها بیرون می‌آید و بومیان برخی از آن‌ها را به جای شیشه در و پنجره به کار می‌برند و خطوطی بر آن هست. انجمن جغرافیایی سن پترزبورگ از سال ۱۸۹۳ تا ۱۸۹۵ در آن جا حفریات علمی کرد و سه سال دکتر کلمنتز فرستاده فرهنگستان علوم روسیه دنباله کار را گرفت و سپس چند تن دیگر از دانشمندان روسی در آن جا کار کردند. جایی که در آن حفریات کردند در شمال تورفان یعنی در جایگاه شهری است که پیش تر به آن کوشان می‌گفتند و مردم محلی به آن خوچو و مردم چین به آن کائو چانگ می‌گفتند.
پس از چندی دولت آلمان دسته‌ای از دانشمندان خود را سه بار پی در پی به آن جا فرستاد. در ۱۹۰۲ هیئتی به ریاست گرونودل با اعانه فرهنگستان علوم مونیخ، در سال ۱۹۰۴ هیئت دیگری به ریاست فن لو کوک به سرپرستی فرهنگستان برلین و در ۱۹۰۵ هیئت سومی به ریاست گرونودل و عضویت فن لو کوک به آن جا رفتند. سرانجام هیئت دیگری از فرانسه به ریاست پول پلیو مأمور این کار شد و نتایج مهم‌تری به دست آمد. از آن جمله در غاری در دون‌هوانگ (تون هوانگ) یک جایگاه پنهانی کشف کردند و طومارهای خطی بسیار گران بها در آن جا یافتند که اکنون در کتاب‌خانه پاریس است. در میان اسنادی که به دست آمده تعدادی متون مانوی است که کارل زالمان دانشمند مشهور روسی و مولر دانشمند آلمانی متون زبان فارسی آن و رادلف دانشمند روسی و فن لو کوک دانشمند آلمانی متون ترکی آن‌ها را با رنج فراوان خوانده‌اند. در میان متن‌های ترکی کتابی است دربارهٔ اعتراف به گناه در دین مانی که باستان‌شناس معروف مجار اورل استاین که بیش تر در هندوستان می‌زیسته به دست آورده‌است. در میان طومارهایی که در دون‌هوانگ به دست آورده‌اند و مسافران اروپایی نتوانسته‌اند با خود ببرند و دولت چین آن‌ها را به پکن برده و در کتاب‌خانه مخصوصی که در آن جا ترتیب داده گذارده‌است. طومار بزرگی است که به‌طور نسبی کامل است و چیزی از آن از میان نرفته‌است. شاوان و پلیو دانشمندان فرانسوی پی برده‌اند که این طومار یکی از کتاب‌های مانوی است و تفسیر آن‌ها در مجله آسیایی پاریس منتشر کرده‌اند. اسناد دیگری به زبان‌های پارسی باستان و سغدی و چینی است.